# Беннетт, Уильям Хамфри
Уильям Хамфри Беннетт (англ. William Humphrey Bennett; 23 декабря 1859 года — 15 марта 1925 года) — канадский политик. Член Палаты общин Канады (1892—1908, 1911—1917) и сенатор (1917—1925) от провинции Онтарио.

## Биография
Родился 23 декабря 1859 года в Барри, колония Канада Запад (ныне — провинция Онтарио), в семье Хамфри Беннетта и его супруги Энн А. Фрейзер. Получил среднее образование в родном городе. Окончил юридический факультет университета, после чего в 1881 году вступил в Коллегию адвокатов Онтарио. В 1886 году был избран шерифом города Мидленд, куда переехал незадолго до того.
На федеральных выборах 1891 года выставил свою кандидатуру в Палату общин Канады от Консервативной партии в избирательном округе Симко Восток, проиграв либералу Филиппу Говарду Спону, однако вскоре выборы были признаны недействительными. На прошедших в 1882 году довыборах Беннетт был избран безальтернативно, переизбирался на федеральных выборах в 1896, 1900 и 1904 годах. Выборы 1908 года проиграл либералу Томасу Эдварду Мэнли Чу, однако в 1911 году сумел взять реванш над ним.
В 1917 году генерал-губернатор Канады Виктор Кавендиш, герцог Девонширский по совету премьер-министра Роберта Бордена назначил Беннетта в Сенат Канады. В Сенате он служил до своей смерти в 1925 году, представляя округ Симко Восток провинции Онтарио.